# Coprosma persicifolia
Coprosma persicifolia är en måreväxtart som beskrevs av Asa Gray. Coprosma persicifolia ingår i släktet Coprosma och familjen måreväxter.
Artens utbredningsområde är Fiji. Inga underarter finns listade i Catalogue of Life.